# Oleksandr Rjavski
Oleksandr Mykolayovytch Rjavski (ukrainien : Олександр Миколайович Ржавський, né le 30 janvier 1959 à Kramatorsk et mort le 27 mars 2022 à Boutcha, est un homme politique ukrainien pro-russe qui a été membre de la Verkhovna Rada (le Parlement ukrainien) de 1998 à 2002.
Rjavski a également été candidat à l'élection présidentielle ukrainienne de 2004 pour le Parti unifié de la famille, dont il est le chef.
Il a également été vice-président du conseil d'administration de la banque Montazhspetsbank entre 1996 et 1997, et président de la Koral Bank entre 1997 et 1998. Dans son programme, il a promis de « rétablir l'ordre » en Ukraine, en utilisant les méthodes du président russe Vladimir Poutine. Peu de temps avant l'invasion russe de l'Ukraine, dans un post Facebook du 14 février, Oleksandr Rjavski niait la probabilité de crimes de guerre russe en cas d'invasion.
Malgré ses positions politiques, Rjavski est l'une des victimes du massacre de Boutcha, en mars 2022, lors duquel il est abattu dans sa maison par des soldats de la 64e brigade de fusiliers motorisés de la Garde.